# 4L (groupe)
Cette page contient des caractères spéciaux ou non latins. S’ils s’affichent mal (▯, ?, etc.), consultez la page d’aide Unicode.
4L (hangeul : 포엘, version courte de Four Ladies) est un girl group sud-coréen de K-pop, actif entre 2014 et 2016.

## Histoire
Les membres Chany, Jayoung et J-na débutent le 20 février 2014 dans le girl group M.O.A, dans lequel elles étaient depuis décembre 2013,. Elles partent au printemps, après la sortie du vidéoclip de leur deuxième chanson Run for Your Dream.
Jade Contents Media révèle le premier teaser de Move le 28 juillet, et a beaucoup d'attention de par la présence d'un couple lesbien et d'une chorégraphie sexuellement suggestive,. Après la sortie de deux autres teasers provocateurs, les controverses commencent et l'agence répondu : « Notre stratégie est de montrer une sensualité crue. Les teasers sont juste la partie visible de l'iceberg »,.
Le 1er août 2014, 4L sort le vidéoclip de Move, qui atteint le million de vues sur YouTube quatre jours plus tard, et les 2 millions le 7 août. Leur chaîne YouTube officielle gagne un total de plus de 6 millions de vues en presque deux semaines,. Move devient le 5e clip coréen le plus vu dans le monde sur YouTube en août, surpassant des chansons d'artistes établis comme Kara, Secret et Sistar. Le single Move sort le 4 août sur les sites coréens, et entre la même semaine dans le Gaon Social Chart à la 4e place avec 41 479 points.
Move est principalement promu lors de festivals locaux et universitaires, débutant le 29 août au Jangsu Festival, où elles interprètent Flaming Sunset de Lee Moon-se ainsi que leur single avec des tenues et une chorégraphie différente ; leur seule apparition sur une émission musicale se fait le 14 septembre lors de l'Inkigayo de SBS.
4L est le seul groupe féminin à se rendre au KNation Music Showcase à Manille le 5 octobre 2014,, où elles interprètent cinq chansons : Move, On the Floor de Jennifer Lopez, Gangnam Style et Gentleman de PSY et Flaming Sunset.
À la fin de l'année, Yeseul quitte le groupe à cause de la couverture médiatique extrême qu'elle vivait. Elle revient en tant qu'artiste solo le 2 juin 2015 avec le single Maybe I Love U (사랑하나봐) sous Ziantmusic et Ogan Entertainment. En décembre, elle revient pour interpréter Move avec J-na et Jayoung sous le nom de groupe Instar (인스타) à la Wanda Group Investment Conference. Un girl group de 7 filles différentes débute sous ce même nom en 2016.
Le 16 juin 2016, Jayoung annonce sur son compte Instagram qu'elle et J-na recommenceraient en tant que duo trot sous le nom J.Young. De par cet événement, le site web de 4L est mis hors-ligne et Chany n'est pas vue avec les autres membres avant un moment ; depuis ce moment, 4L semble donc s'être séparé.

## Membres
- Yeseul, née Kang Ye-won (강예원)
- Chany, née Park Chan-hee (박찬희)
- J-na, née Jung Jin-hwa (정진화)
- Jayoung, née Yoo Ja-young (유자영)

## Discographie

### Albums studio
| Titre                                                       | Détails sur l'album                                                                            | Meilleure position | Ventes     |
| Titre                                                       | Détails sur l'album                                                                            | COR                | Ventes     |
| ----------------------------------------------------------- | ---------------------------------------------------------------------------------------------- | ------------------ | ---------- |
| Move                                                        | - Date de sortie: 4 août 2014 - Label: Jade Contents Media, A&G Modes - Format: téléchargement | —                  | - COR: n/a |
| « — » signifie que le morceau n'a atteint aucun classement. |                                                                                                |                    |            |

### Collaborations
| Année | Chanson                               | Membre(s) | Artiste | Album                 |
| ----- | ------------------------------------- | --------- | ------- | --------------------- |
| 2014  | Usual Cat's Song (흔한 고양이의 노래) | Yeseul    | Donam   | Haema eum-agso Vol. 1 |

### Bandes-son
| Année | Titre    | Membre(s)            | Album                          |
| ----- | -------- | -------------------- | ------------------------------ |
| 2012  | Blue Sky | Yeseul feat. Doyoung | Saving Madame Go Bong-shil OST |

### Vidéoclips
| Année | Titre | Réalisateur |
| ----- | ----- | ----------- |
| 2014  | Move  | DT          |

#### Apparitions en tant qu'invité
| Année | Chanson      | Artiste(s)                     | Membre(s) |
| ----- | ------------ | ------------------------------ | --------- |
| 2014  | Winter Again | Park Ji-heon feat. Jung Soo-ji | Chany     |

## Filmographie

### Émissions télévisées
| Année | Chaîne | Émission          | Membres | Rôle     | Notes                  |
| ----- | ------ | ----------------- | ------- | -------- | ---------------------- |
| 2014  | ETN    | Chart Folio       | Toutes  | Invitées | Épisode du 15 août     |
| 2014  | KFN    | Consolatory Train | Toutes  | Invitées | Épisode du 15 novembre |